# Roman Weidenfeller
Roman Weidenfeller, né le 6 août 1980, à Diez, est un ancien footballeur international allemand qui évoluait au poste de gardien de but. Grand gardien du Borussia Dortmund, en 2018, après 18 ans de carrière, dont 16 au BVB, il met un terme à sa carrière.

## Biographie

### En club
Formé au Eisbachtaler Sportfreunde 1919, Roman Weidenfeller rejoint en 1996, la section jeune du 1. FC Kaiserslautern. Il attendra le 4 novembre 2000 pour faire ses débuts en Bundesliga contre Schalke 04. Mais pendant ses deux premières saisons comme professionnel, il ne dispute que 6 matchs avec l'équipe première et apparaît comme un second choix derrière Georg Koch. En 2002, il signe sans indemnité de transfert au Borussia Dortmund. 
S'il apparaît au début de la saison 2002-2003 comme la doublure de Jens Lehmann, il parvient à s'imposer dans les cages lors de la deuxième partie de saison contraignant même Lehmann à quitter le club pour trouver du temps de jeu. Lors de sa seconde saison sous les couleurs du club de Dortmund, il débute en qualité de titulaire avant d'être relégué sur le banc par le français Guillaume Warmuz. Néanmoins, lors de la saison 2004-2005 qui suit, il retrouve son statut de titulaire.
Lors de la saison 2007-2008, il est suspendu trois matchs et condamné à une amende de 10 000 euros par la DFB pour avoir proféré des injures à caractère raciste envers le joueur de Schalke 04, Gerald Asamoah,, chose dont il se défendra par la suite. 
En 2011, il remporte le titre de Champion d'Allemagne. En 2012, il remporte un deuxième titre de Champion d'Allemagne ainsi que la Coupe d'Allemagne. 

### En sélection nationale
Roman Weidenfeller fait ses premiers avec l'équipe nationale dans les sélections de jeunes. Il brille notamment lors de la Coupe du monde des moins de 17 ans.
Malgré de bonnes performances et des progrès constants, Roman Weidenfeller est pendant de nombreuses années boudé par les différents sélectionneurs nationaux, dans une équipe nationale dominée au poste de gardien par l'ascension de Manuel Neuer. En novembre 2013, Joachim Löw, le sélectionneur de l'équipe d'Allemagne, décide de l'intégrer au groupe censé disputer deux matchs amicaux. Le 19 novembre 2013, il honore sa première cape internationale en gardant ses cages inviolées contre l'Angleterre. Il devient à 33 ans et 105 jours, le plus vieux gardien à débuter en sélection, dépassant ainsi Anton Turek. Ce record sera battu par Willy Caballero le 23 mars 2018 où le gardien argentin fêtera sa première cape à 36 ans et 176 jours.

## Statistiques
| Saison                | Club                  | Championnat           | Championnat | Championnat | Coupe(s) nationale(s) | Coupe(s) nationale(s) | Compétition(s) continentale(s) | Compétition(s) continentale(s) | Compétition(s) continentale(s) | Total | Total |
| Saison                | Club                  | Division              | M.          | B.          | M.                    | B.                    | Comp.                          | M.                             | B.                             | M.    | B.    |
| 2000-2001             | FC Kaiserslautern     | Bundesliga            | 3           | 0           | -                     | -                     | C3                             | 1                              | 0                              | 4     | 0     |
| 2001-2002             | FC Kaiserslautern     | Bundesliga            | 3           | 0           | 1                     | 0                     | -                              | -                              | -                              | 4     | 0     |
| Sous-total            | Sous-total            | Sous-total            | 6           | 0           | 1                     | 0                     | -                              | 1                              | 0                              | 8     | 0     |
| 2002-2003             | Borussia Dortmund     | Bundesliga            | 11          | 0           | 3                     | 0                     | -                              | -                              | -                              | 14    | 0     |
| 2003-2004             | Borussia Dortmund     | Bundesliga            | 17          | 0           | 4                     | 0                     | C1+C3                          | 2+4                            | 0                              | 27    | 0     |
| 2004-2005             | Borussia Dortmund     | Bundesliga            | 26          | 0           | 1                     | 0                     | -                              | -                              | -                              | 27    | 0     |
| 2005-2006             | Borussia Dortmund     | Bundesliga            | 24          | 0           | 1                     | 0                     | CI                             | 2                              | 0                              | 27    | 0     |
| 2006-2007             | Borussia Dortmund     | Bundesliga            | 34          | 0           | 2                     | 0                     | -                              | -                              | -                              | 36    | 0     |
| 2007-2008             | Borussia Dortmund     | Bundesliga            | 14          | 0           | -                     | -                     | -                              | -                              | -                              | 14    | 0     |
| 2008-2009             | Borussia Dortmund     | Bundesliga            | 32          | 0           | 4                     | 0                     | C3                             | 2                              | 0                              | 38    | 0     |
| 2009-2010             | Borussia Dortmund     | Bundesliga            | 30          | 0           | 3                     | 0                     | -                              | -                              | -                              | 33    | 0     |
| 2010-2011             | Borussia Dortmund     | Bundesliga            | 33          | 0           | 2                     | 0                     | C3                             | 8                              | 0                              | 43    | 0     |
| 2011-2012             | Borussia Dortmund     | Bundesliga            | 32          | 0           | 5                     | 0                     | C1                             | 6                              | 0                              | 43    | 0     |
| 2012-2013             | Borussia Dortmund     | Bundesliga            | 31          | 0           | 5                     | 0                     | C1                             | 13                             | 0                              | 49    | 0     |
| 2013-2014             | Borussia Dortmund     | Bundesliga            | 30          | 0           | 4                     | 0                     | C1                             | 9                              | 0                              | 43    | 0     |
| 2014-2015             | Borussia Dortmund     | Bundesliga            | 25          | 0           | -                     | -                     | C1                             | 7                              | 0                              | 32    | 0     |
| 2015-2016             | Borussia Dortmund     | Bundesliga            | 1           | 0           | -                     | -                     | C3                             | 13                             | 0                              | 14    | 0     |
| 2016-2017             | Borussia Dortmund     | Bundesliga            | 6           | 0           | 2                     | 0                     | C1                             | 2                              | 0                              | 10    | 0     |
| 2017-2018             | Borussia Dortmund     | Bundesliga            | 2           | 0           | -                     | -                     | C1+C3                          | 1+0                            | 0+0                            | 3     | 0     |
| Sous-total            | Sous-total            | Sous-total            | 346         | 0           | 36                    | 0                     | -                              | 68                             | 0                              | 450   | 0     |
| Total sur la carrière | Total sur la carrière | Total sur la carrière | 352         | 0           | 37                    | 0                     | -                              | 69                             | 0                              | 458   | 0     |

## Palmarès
| Borussia Dortmund (6) |
| --- |
| - Championnat d'Allemagne - Vainqueur : 2011 et 2012 - Supercoupe d'Allemagne - Vainqueur : 2008, 2013 et 2014 - Finaliste : 2011 - Coupe d'Allemagne - Vainqueur : 2013 et 2017 - Ligue des champions - Finaliste : 2013 |

### En sélection nationale
| Équipe d'Allemagne (1)              |
| ----------------------------------- |
| - Coupe du monde - Vainqueur : 2014 |

### Distinctions individuelles
- Élu meilleur gardien de la coupe du monde des moins de 17 ans en 1997.
- Joueur allemand du mois, à deux reprises, en mars et mai 2005.
- En 2005 et 2006, il est élu meilleur gardien de la saison par le magazine allemand Kicker
- Élu meilleur gardien de la Ligue des Champions 2013.